# My Strange Hero
My Strange Hero (Hangul: 복수가 돌아왔다; RR: Boksu-ga Dorawatda, lit. Bok-soo's Back), es una serie de televisión surcoreana transmitida del 10 de diciembre del 2018 hasta el 4 de febrero del 2019, a través de la SBS TV.

## Sinopsis[4]
Cuando Kang Bok-soo era un estudiante de la secundaria Seolsong High School, fue falsamente acusado de cometer actos de violencia, luego de que Oh Se-ho mintiera y dijera que él lo había empujado del techo, por lo que Bok-soo terminó siendo expulsado de la escuela. No sólo Se-ho presentó acusaciones en su contra, sino que también su primer amor, Son Soo-jung también, quien engañada creyó en las mentiras de Se-ho.
Ahora convertido en adulto nada en su vida parece ir bien, por lo que Bok-soo decide vengarse de Soo-jung, Se-ho y de Seolsong. Para hacerlo decide regresar a la escuela, sin embargo una vez ahí, termina envuelto en una serie de casos inesperados. Al mismo tiempo, se da cuenta de que aún tiene sentimientos por Soo-jung y descubre la verdad sobre lo sucedido años atrás.

## Reparto

### Personajes principales[11]
| Actor          | Personaje    | N.º de episodios | Notas |
| -------------- | ------------ | ---------------- | --- |
| Yoo Seung-ho   | Kang Bok-soo | 32               | Es un joven alborotador que fue expulsado de la escuela Seolsong High School por un crimen del cual fue acusado falsamente. Su falta de un diplima de la escuela secundaria le ha cerrado las puertas a muchas oportunidades laborales, por lo que nueve años después, luego de ser invitado a volver a la misma escuela a pesar de tener ahora 25 años Bok-soo decide aceptar la oportunidad y así vengarse de todos aquellos involucrados en lo sucedido años atrás. Posee un gran sentido de justicia y está ansioso por solucionar los problemas de los demás. Cuando se reencuentra con Son Soo-jung su primer amor, al inicio se muestra distante, sin embargo pronto acepta que aún está enamorado de ella. Y cuando finalmente Soo-jung descubre la verdad de lo sucedido años atrás, se reconcilian y comienzan a trabajar juntos para desenmascarar a todas las personas corruptas del plantel. |
| Jo Bo-ah       | Son Soo-jung | 32               | Nueve años atrás, Soo-jung era la estudiante más inteligente de la escuela Seolsong High School y la novia de Kang Bok-soo. Sin embargo su relación termina cuando Soo-jung bajo las mentiras de Oh Se-ho erróneamente cree que Bok-soo la había traicionado y había expuesto su mayor secreto: que provenía de una familia pobre, por lo que pronto se convierte en la burla de la escuela. Cuando Bok-soo es falsamente involucrado por el accidente de Se-ho, Soo-jun aún creyendo en las mentiras de Se-ho, le dice a los investigadores todo lo que escuchó y vio ese día, lo que ocasiona que Bok-soo sea expulsado de la escuela. Desde entonces, ha vivido arrepentida de sus acciones, sin embargo no ha podido reconciliarse con él ya que aún piensa que él la traicionó. Su sueño es el de convertirse en maestra permanente para poder ganar el suficiente dinero para poder pagar el tratamiento de su abuela, Lee Sun-hye. Cuando se reencuentra con Bok-soo, finalmente descubre la verdad de lo sucedido años atrás y se reconcilian, pronto juntos intentan revelar la verdad sobre la corrupción y el trato que se le da a los alumnos en la escuela Seolsong. |
| Kwak Dong-yeon | Oh Se-ho     | 32               | Inicialmente el joven y torpe hijo de Lim Se-gyeong, la despiadada presidente de la escuela Seolsong High School, cuando Se-ho se inscribe en la escuela lleva una vida infeliz, gracias a las acciones y abusos de su madre, lo que lo dejan traumatizado de por vida. Está celoso de Kang Bok-soo por tener una familia amorosa y por salir con Son Soo-jung, de quien Se-ho está enamorado. Más tarde gracias a la presión que ejerce su madre sobre él, intenta suicidarse, sin éxito. Luego de recuperarse su madre lo obliga a incriminar a Bok-soo de lo sucedido y lo acusa falsamente de haberlo empujado, lo que ocasiona que lo expulsen. Nueve años más tarde, Se-ho es ahora el nuevo presidente de Seolsong, así como un hombre cruel y desalmado, que intentará hacerle la vida imposible a Bok-soo y Soo-jung. Sin embargo más tarde, finalmente revela la verdad sobr elo sucedido años atrás, limpiando el nombre de Bok-soo. |

### Personajes secundarios

#### Personal de Your Request
| Actor          | Personaje      | N.º de episodios | Notas |
| -------------- | -------------- | ---------------- | --- |
| Kim Dong-young | Lee Kyung-hyun | -                | Es el CEO de "Your Request", así como el amigo de la infancia de Kang Bok-soo que se graduó de la escuela Seolsong. Es una persona ferozmente leal a Bok-soo a quien ayuda en su plan de venganza contra Seolsong. Más tarde se enamora de Yang Min-ji, aunque su actitud densa a veces la exaspera. |
| Park Ah-in     | Yang Min-ji    | -                | Es una de las amigas de Kang Bok-soo y una de las únicas tres personas que creyeron en él y lo defendieron cuando Oh Se-ho lo acusó falsamente de intentar matarlo nueve años atrás. Aunque al inicio tiene sentimientos por Bok-soo, estos terminan cuando él le deja en claro que no la ve de esa manera y que sólo la considera como una amiga. Cuando se reencuentra con Son Soo-jung, inicialmente es hostil con ella por traicionar a Bok-soo cuando él más la necesitaba, sin embargo finalmente acepta su relación. Más tarde se enamora de Lee Kyung-hyun. |

#### Amigos y familiares
| Actor                     | Personaje     | N.º de episodios | Notas |
| ------------------------- | ------------- | ---------------- | --- |
| Kim Mi-kyung              | Lee Jung-sun  | -                | Es la madre de Kang Bok-soo y Kang So-jung, así como la dueña del restaurante "Sojeonggak". Es infaliblemente amable y siempre ve lo mejor de todos. |
| Kim Jae-hwa               | Kang So-jung  | -                | Es la hermana mayor de Kang Bok-soo y la consentidora madre de Kang In-ho. Gracias a las mentiras de su hijo, So-jung cree que es un estudiante inteligente, sin embargo cuando descubre la verdad, se enfurece, pero Son Soo-jung la convence de perdonarlo. En el pasado ganó la medalla de oro en sepak takraw durante los Juegos Asiáticos de 2002. |
| Choi Won-hong Lee Woo-joo | Kang In-ho    | -                | Es el hijo de Kang So-jung y el sobrino de Kang Bok-soo. Es un joven nerd y tímido, y desde que entró a la escuela Seolsong High School le miente a su madre sobre sus malas calificaciones. In-ho es el blanco frecuente de acoso de Yoon Seung-woo y Yoo Shi-on, sin embargo cuando Bok-soo entra a su escuela y a su clase, esto se detiene. In-ho apoya la relación de su tío con Son Soo-jung, a quien llama tía. |
| Kim Young-ok              | Lee Sun-hye   | -                | Es la enfermiza abuela paterna de Son Soo-jung y la única de su familia que sique a su lado, después de que su madre muriera y su padre la abandonara. El costo de su tratamiento, es una de las motivaciones de Son Soo-jung para postularse para el puesto de maestra permanente. |
| Kim Yeo-jin               | Lim Se-gyeong | -                | Es la abusiva y corrupta madre de Oh Se-ho, quien hereda el cargo de presidenta de la junta de la escuela Seolsong High School, después de que su esposo dejara el cargo. Se-gyeong afecta tanto la vida de Se-ho, que se convierte en el catalizador que ocasiona que él sea una persona despiadada de adulto. Es la encargada de persuadir a Se-ho de acusar falsamente e incriminar a Bok-soo de su intento de suicidio nueve años atrás. Hace todo lo posible por detener tanto a Bok-soo como a Son Soo-jung en su intento por revelar la corrupción de la escuela. Sin embargo, más tarde, finalmente es arrestada por violar la Ley Adicional de Delitos Específicos al cometer malversaciones y sobornos, por lo que es condenada a cadena perpetua. |
| Lee Seung-hyung           | Mr. Yoo       | -                | Es el secretario de Oh Se-ho. Mientras Kang Bok-soo está investigango a Oh Se-ho, descubre que Yoo es gay. |
| Joel Roberts              | Shim-lan      | -                | Es un expatriado afroamericano que trabaja en una tienda de conveniencia que Son Soo-jung frecuenta. |
| Jeon Soo-kyung            | Kim Da-seon   | -                | Es la madre de Lee Chae-min. |
| Kim Young-seon            | -             | -                | Es la madre de Oh Young-min. |

#### Estudiantes de Seolsong High School
| Actor           | Personaje      | N.º de episodios | Notas |
| --------------- | -------------- | ---------------- | --- |
| Yeon Joon-seok  | Oh Young-min   | -                | Es un estudiante de la clase Ivy, cuyo intento de suicidio causado por la presión de tener el puntaje más bajo en la clase, comienza una cadena de eventos que llevan a Kang Bok-soo a ingresar al Seolsong High School. Eventualmente Young-min decide transferirse a la clase Wildflower, donde pasa un tiempo mucho más feliz.        |
| Lee Kang-min    | Yoon Seung-woo | -                | Es un estudiante de la clase Wildflower, quien trabaja como camarero en un club nocturno. Es uno de los que acosa a Kang In-ho, sin embargo esto se detiene cuando Kang Bok-soo llega a defenderlo, lo que ocasiona que su actitud cambie. Está enamorado de Son Soo-jung y le advierte a Bok-soo que si no tiene cuidado, se la robará. |
| Yoo Seon-ho     | Yoo Shi-on     | -                | Es el amigo de Yoon Seung-woo, así como uno de los estudiantes que intimidan a Kang In-ho, sin embargo esto se detiene cuando Kang Bok-soo entra a la clase. |
| Oh Hee-joon     | Kim Jae-yoon   | -                | Es un estudiante y compañero de clases de Kang Bok-soo. |
| Jang Dong-joo   | Lee Chae-min   | -                | Es un estudiante de la clase Ivy de la escuela "Seolsong School" que frecuentemente intimida a la clase Wildflower. Aunque nominalmente es uno de los estudiantes más inteligentes de la escuela Seolsong High School, Chae-min hace trampa en los exámenes, ya que su madre le paga al director para obtener las hojas de respuestas.   |
| Kim Da-ye       | Gye So-ra      | -                | Es una estudiante y compañera de clases de Kang Bok-soo. |
| Hong Seung-beom | Choi Do-hyun   | -                | Es un estudiante y compañero de clases de Kang Bok-soo. |
| Baek Ji-hoon    | Gyeong-su      | -                | Es un estudiante. |

#### Personal de Seolsong High School
| Actor          | Personaje     | N.º de episodios | Notas |
| -------------- | ------------- | ---------------- | --- |
| Chun Ho-jin    | Park Dong-jun | -                | Es el director del personal de la escuela, así como el maestro de matemáticas. Es uno de los pocos que creen en la inocencia de Kang Bok-soo cuando este fue acusado por Oh Se-ho años atrás. Dong-jun es cercano a Bok-soo, a quien ve como a un hijo. |
| Jo Hyun-sik    | Ma Young-joon | -                | Es el maestro del idioma inglés. Nueve años atrás, Kang Bok-soo lo salvó de unos abusadores, por lo que desde entonces lo respeta. |
| Um Hyo-sup     | Kim Kwi-chang | -                | Es el director de Seolsong High School. Como la mayoría de los miembros de la alta dirección, es una persona corrupta y los padres de los estudiantes más ricos lo sobornan para que les filtre las hojas de respuestas de las pruebas.                 |
| Kim Kwang-kyu  | Song Yoo-taek | -                | Es el gruñón subdirector de la escuela Seolsong, quien es el responsable de supervisar la conducta de los maestros. |
| Kim Do-yeon    | Hong Jung-hye | -                | Es la maestra del idioma coreano. |
| Park Kyung-hye | Jang Ji-hyun  | -                | Es la maestra de éticas. |
| Jang Won-young | Kim Guk-hyun  | -                | Es el gerente de los alumnos. |
| Kim Kyul       | Dong Hwi      | -                | Es el maestro de educación física. |
| Shin Dam-soo   | Kim Myung-ho  | -                | Es el antiguo gerente administrativo. Young-joon renuncia al inicio después de estafar a muchas personas, entre ellas Son Soo-jung, quien quería obtener el puesto de maestra permanente. Sin embargo más tarde regresa a su puesto en la escuela.      |
| Chae Song-ah   | Park Min-hee  | -                | Es la enfermera de la escuela. |
| Kwon Hyuk      | -             | -                | Es el maestro de deportes. |

### Otros personajes
| Actor           | Personaje    | Episodios donde apareció | Notas                                    |
| --------------- | ------------ | ------------------------ | ---------------------------------------- |
| Wie Ji-yeon     | Lee Mi-ra    | -                        |                                          |
| Choi Yoo-ri     | Kim Ha-yeon  | -                        | Es la hija de Kim Myung-ho.              |
| Jung Dong-gyu   | -            | -                        | Es un miembro de la junta escolar.       |
| Jung Myung-joon | -            | -                        | Es un miembro de la sesión de audiencia. |
| Lee Ji-wan      | -            | -                        | Es una estudiante.                       |
| Seo Hye-won     | Kim Bo-kyung | 8                        |                                          |
| Jang Eui-don    | -            | -                        | Es un inspector.                         |
| Han Hee-jung    | -            | -                        |                                          |
| Han Chang-heon  | -            | -                        | Es un acosador en la escuela.            |
| Kim Mi-hye      | -            | -                        | Es una reportera.                        |
| Ha Jin          | -            | -                        |                                          |
| Oh Kyung-hwa    | -            | -                        |                                          |
| Kim Seung-jun   | -            | -                        |                                          |

### Apariciones especiales
| Actor          | Personaje      | Episodios donde apareció | Notas                                            |
| -------------- | -------------- | ------------------------ | ------------------------------------------------ |
| Hwang Bo-ra    | -              | 1                        | Es una mujer siendo abandonada por Kang Bok-soo. |
| Kim Jin-woo    | Kim Jin-woo    | 1                        | Es el novio.                                     |
| Lee Chae-young | Lee Chae-young | 1                        | Es la novia.                                     |
| Lee Jung-eun   | -              | 4                        | Es la madre de la clienta en "Your Request".     |
| Kim Ji-min     | -              | 4                        | Es una mujer rica y clienta en "Your Request".   |

## Episodios
La serie está conformada por 32 episodios, los cuales fueron emitidos todos los lunes y martes a las 22:00 (35 minutos cada uno / 2 episodios por día) (KST).

### Raitings
Los números en color rojo indican las calificaciones más bajas, mientras que los números en azul indican las calificaciones más altas.
| Ep.      | Fecha de emisión        | Cuota de audiencia promedio | Cuota de audiencia promedio | Cuota de audiencia promedio |
| Ep.      | Fecha de emisión        | TNmS                        | AGB Nielsen                 | AGB Nielsen                 |
| Ep.      | Fecha de emisión        | Nacional                    | Nacional                    | Seúl                        |
| -------- | ----------------------- | --------------------------- | --------------------------- | --------------------------- |
| 1        | 10 de diciembre de 2018 | 5.5%                        | 4.3% (NR)                   | 4.9% (NR)                   |
| 2        | 10 de diciembre de 2018 | 6.1%                        | 5.4% (NR)                   | 6.0% (18.ª)                 |
| 3        | 11 de diciembre de 2018 | 4.7%                        | 4.6% (NR)                   | 5.2% (NR)                   |
| 4        | 11 de diciembre de 2018 | 5.2%                        | 6.1% (16.ª)                 | 7.1% (16.ª)                 |
| 5        | 17 de diciembre de 2018 | 5.8%                        | 4.5% (NR)                   | 5.2% (NR)                   |
| 6        | 17 de diciembre de 2018 | 6.8%                        | 5.9% (19.ª)                 | 6.5% (16.ª)                 |
| 7        | 18 de diciembre de 2018 | 5.0%                        | 4.8% (NR)                   | 5.6% (19.ª)                 |
| 8        | 18 de diciembre de 2018 | 6.3%                        | 6.3% (15.ª)                 | 7.3% (12.ª)                 |
| 9        | 24 de diciembre de 2018 | N/A                         | 4.7% (NR)                   | 5.3% (NR)                   |
| 10       | 24 de diciembre de 2018 | 6.6%                        | 6.0% (20.ª)                 | 6.7% (17.ª)                 |
| 11       | 25 de diciembre de 2018 | N/A                         | 6.2% (NR)                   | 7.1% (18.ª)                 |
| 12       | 25 de diciembre de 2018 | 6.6%                        | 7.4% (13.ª)                 | 8.2% (10.ª)                 |
| 13       | 1 de enero de 2019      | 5.8%                        | 7.1% (16.ª)                 | 8.0% (14.ª)                 |
| 14       | 1 de enero de 2019      | 7.2%                        | 8.1% (12.ª)                 | 9.1% (9.ª)                  |
| 15       | 7 de enero de 2019      | 5.4%                        | 4.3% (NR)                   | 4.5% (NR)                   |
| 16       | 7 de enero de 2019      | 5.1%                        | 4.8% (NR)                   | 5.2% (NR)                   |
| 17       | 8 de enero de 2019      | 4.3%                        | 4.9% (NR)                   | 5.7% (NR)                   |
| 18       | 8 de enero de 2019      | 4.6%                        | 5.4% (NR)                   | 6.2% (NR)                   |
| 19       | 14 de enero de 2019     | 5.0%                        | 4.3% (NR)                   | N/A                         |
| 20       | 14 de enero de 2019     | 5.5%                        | 5.4% (NR)                   | 6.2% (19.ª)                 |
| 21       | 15 de enero de 2019     | N/A                         | 4.9% (NR)                   | N/A                         |
| 22       | 15 de enero de 2019     | N/A                         | 5.9% (NR)                   | 6.8% (16.ª)                 |
| 23       | 21 de enero de 2019     | 4.6%                        | 4.6% (NR)                   | N/A                         |
| 24       | 21 de enero de 2019     | 5.2%                        | 5.1% (NR)                   | 5.4% (NR)                   |
| 25       | 22 de enero de 2019     | 3.5%                        | 3.2% (NR)                   | N/A                         |
| 26       | 22 de enero de 2019     | 4.7%                        | 4.7% (NR)                   | 5.2% (20.ª)                 |
| 27       | 28 de enero de 2019     | N/A                         | 4.8% (NR)                   | N/A                         |
| 28       | 28 de enero de 2019     | N/A                         | 6.4% (16.ª)                 | 6.8% (15.ª)                 |
| 29       | 29 de enero de 2019     | N/A                         | 4.8% (NR)                   | N/A                         |
| 30       | 29 de enero de 2019     | N/A                         | 5.7% (19.ª)                 | 5.9% (16.ª)                 |
| 31       | 4 de febrero de 2019    | N/A                         | 4.4% (NR)                   | N/A                         |
| 32       | 4 de febrero de 2019    | N/A                         | 5.1% (NR)                   | N/A                         |
| Promedio | Promedio                | —                           | 5.3%                        | —                           |

## Música
El OST de la serie está conformado por las siguientes canciones:

### Parte 1
| No. | Intérprete | Canción                           | Letra              | Música             | Duración |
| --- | ---------- | --------------------------------- | ------------------ | ------------------ | -------- |
| 1   | Ken        | "I'll Meet You" (나랑 만나볼래요) | Lee Yong-min y TLL | Lee Yong-min y TLL | 3:13     |
| 2   |            | "I'll Meet You" (Inst.)           | -                  | Lee Yong-min y TLL | 3:13     |

### Parte 2
| No. | Intérprete          | Canción            | Letra                                                    | Música                  | Duración |
| --- | ------------------- | ------------------ | -------------------------------------------------------- | ----------------------- | -------- |
| 1   | The Night of Seokyo | "Blue Sky"         | The Night of Seokyo (A), The Night of Seokyo (D) y Dawon | The Night of Seokyo (A) | 3:48     |
| 2   |                     | "Blue Sky" (Inst.) | -                                                        | The Night of Seokyo (A) | 3:48     |

### Parte 3
| No. | Intérprete     | Canción                         | Letra                   | Música                 | Duración |
| --- | -------------- | ------------------------------- | ----------------------- | ---------------------- | -------- |
| 1   | Hwang Chi-yeul | "Are You Listening" (듣고 있니) | Han Joon y Park Se-joon | Han Gil y Park Se-joon | 3:51     |
| 2   |                | "Are You Listening" (Inst.)     | -                       | Han Gil y Park Se-joon | 3:51     |

### Parte 4
| No. | Intérprete  | Canción              | Letra                   | Música                 | Duración |
| --- | ----------- | -------------------- | ----------------------- | ---------------------- | -------- |
| 1   | Stella Jang | "Love Story"         | Han Joon y Park Se-joon | TAIBIAN y Park Tae-jin | 3:21     |
| 2   |             | "Love Story" (Inst.) | -                       | TAIBIAN y Park Tae-jin | 3:21     |

### Parte 5
| No. | Intérprete | Canción                     | Letra                   | Música                     | Duración |
| --- | ---------- | --------------------------- | ----------------------- | -------------------------- | -------- |
| 1   | Yuju       | "Snowflake Love" (눈꽃사랑) | Han Joon y Park Se-joon | Lee Yoo-jin y Park Se-joon | 3:36     |
| 2   |            | "Snowflake Love" (Inst.)    | -                       | Lee Yoo-jin y Park Se-joon | 3:36     |

### Parte 6
| No. | Intérpretes                 | Canción                 | Letra                           | Música                     | Duración |
| --- | --------------------------- | ----------------------- | ------------------------------- | -------------------------- | -------- |
| 1   | DinDin & Soyeon (de Laboum) | "Is It Love" (사랑일까) | DinDin, Han Joon y Park Se-joon | Lee Yoo-jin y Park Se-joon | 3:35     |
| 2   |                             | "Is It Love" (Inst.)    | -                               | Lee Yoo-jin y Park Se-joon | 3:35     |

### Parte 7
| No. | Intérprete | Canción            | Letra | Música | Duración |
| --- | ---------- | ------------------ | ----- | ------ | -------- |
| 1   | Motte      | "Send-off" (배웅)  | Motte | Motte  | 3:25     |
| 2   |            | "Send-off" (Inst.) | -     | Motte  | 3:25     |

### Parte 8
| No. | Intérprete     | Canción                    | Letra                         | Música                        | Duración |
| --- | -------------- | -------------------------- | ----------------------------- | ----------------------------- | -------- |
| 1   | Choi Sang-yeop | "When You Walk" (걷다보면) | Choi Sang-yeop y Park Se-joon | Choi Sang-yeop y Park Se-joon | 3:40     |
| 2   |                | "When You Walk" (Inst.)    | -                             | Choi Sang-yeop y Park Se-joon | 3:40     |

### Parte 9
| No. | Intérpretes | Canción               | Letra                   | Música            | Duración |
| --- | ----------- | --------------------- | ----------------------- | ----------------- | -------- |
| 1   | April       | "Magic Dream"         | Han Joon y Park Se-joon | TAIBIAN y CHKmate | 3:22     |
| 2   |             | "Magic Dream" (Inst.) | -                       | TAIBIAN y CHKmate | 3:22     |

## Producción
La serie fue creada por Han Jung-hwan. También es conocida como "Revenge is Back" y/o "Revenge Has Returned".
Fue dirigida por Kim Yoon-young, quien contó con el apoyo del guionista Ham Joon-ho.
Mientras que la producción ejecutiva estuvo a cargo de Jeon Sung-taek, Shin In-soo y Yoo Hong-gu.
La primera lectura del guion fue realizada el 8 de octubre del 2018 en SBS Ilsan Production Studios en Goyang, Provincia de Gyeonggi, Corea del Sur.
La serie fue distribuida por la Seoul Broadcasting System (SBS) y Viki.
También cuenta con el apoyo de las compañías de producción "Super Moon Pictures" y "Aniplus".